# Igračka
Igračka je predmet koje se koristi za igranje. Pojam se obično povezuje s djecom ili kućnim ljubimcima, ali i odrasle osobe i životinje u divljini ponekad se igraju s igračkama.
Igračke su relevantni za razvoj djece kroz učenje i stjecanje različitih vještina i sposobnosti. Kod djece služi i za pripremu svojih budućih uloga i socijalizacije u društvu. 
Kroz igranje se imitiraju neke određene aktivnosti iz svakodnevnog života.
Igračke su koristila djeca još u antici. Američki arheolog Flinders Petrie otkrio je 1887. godine da je u Egiptu postojala radionica igračaka iz davne 1800. pr. Kr.  Igračke su pronađene u egipatskim grobnicama. Na jednoj igrački koja se čuva u Britanskom muzeju može se vidjeti "šahirani uzorak" s crveno-bijelim kvadratićima. [Nedostaje izvor]
U današnje vrijeme, proizvodnja igračaka, a trgovinama je važan sektor globalne privrede, i to je razlog za česte kritike na račun kvalitete dostupnih igračaka i njihove podobnosti za razvoj djece.

## Podjela
Ovisno o dobi djece rade se razni tipovi igračaka. Novorođenčad i djeca dok još nisu prohodala vole igračke koje rade buku (šuškalice), u to doba djeca svijet oko sebe raspoznaju i otkrivaju opipom pa igračke s malim dijelovima nisu prikladne da ih djeca ne bi progutala.

## Vanjske poveznice
- Igračke Hrvatska tehnička enciklopedija, portal hrvatske tehničke baštine. LZMK